# Södra Kungsleden
Södra Kungsleden, česky Jižní Kungsleden, v úplném překladu Jižní královská stezka, je dálková turistická trasa a běžkařská trasa procházející střední částí Skandinávského pohoří ve Švédsku. Celá trasa má 340 km, vede oficiálně od obce Sälen z jihu do obce Storlien (v kraji Jämtland); pod tímto názvem je však označena pouze ta část, která se nachází v kraji Dalarna, dlouhá 180 km. Název stezky znamená Jižní Kungsleden v odkazu na slavnou stezku  Kungsleden, která prochází severní část švédského Skandinávského pohoří mezi Abiskem a  obcí Hemavan v Laponsku. Ve skutečnosti se tato stezka zrodila v 70. letech 20. století z touhy rozšířit Kungsleden přes všechny švédské hory.
Stezka začíná v Sälenu a vstupuje do pohoří Transtrandsfjällen, poté pokračuje v přírodní rezervaci Skarsåsfjällen a pak vede národním parkem Fulufjället.  V tomto parku se nachází nejvyšší vodopád ve Švédsku: Njupeskär. Stezka dále vede přírodní rezervací Drevfjällen, pak prochází dlouhou částí po pláních nad hranicí lesa, než přijde do Grövelsjön, a tak dosáhne rozsáhlé přírodní rezervace Långfjället, uvnitř které leží menší národní park Töfsingdalen. Stezka přechází do oblasti kraje Jämtland (Jämtlandsfjällen) v oblasti Rogen, pokračuje přes obec Fjällnäs, údolí Ljusnan, masiv Helags, masiv Sylarna a končí u železniční stanice v Storlien, nedaleko hranice s Norskem.
Podél cesty se nachází několik horských chat, kde se dá ubytovat, stejně jako velké množství přístřešků. Některá ubytování je nutné si předem rezervovat. Stezka je označena oranžově, mužiky nad čárou stromů a někdy i navíc červenými kříži. Mosty a povalové chodníky umožňují přechod přes hlavní řeky a přes mokřady.
Úsek mezi Grövelsjön a Sälen odpovídá severní části evropské dálkové trasy E1.